# 莱唐韦尔日
莱唐韦尔日（法語：L'Étang-Vergy，法語發音：[letɑ̃ vɛʁʒi]）是法国科多尔省的一个市镇，属于第戎区。

## 地理
莱唐韦尔日（47°10'39"N, 4°52'39"E）面积2.65 平方千米，位于法国勃艮第-弗朗什-孔泰大區科多尔省，该省份为法国中东部省份，北起奥布省，西接涅夫勒省和约讷省，南至索恩-卢瓦尔省，东南接汝拉省，东临上索恩省，东北部与上马恩省接壤。
与莱唐韦尔日接壤的市镇（或旧市镇、城区）包括：勒勒韦尔日、梅桑日、泰尔南、贝维、屈尔蒂勒韦尔日。
莱唐韦尔日的时区为UTC+01:00、UTC+02:00（夏令时）。

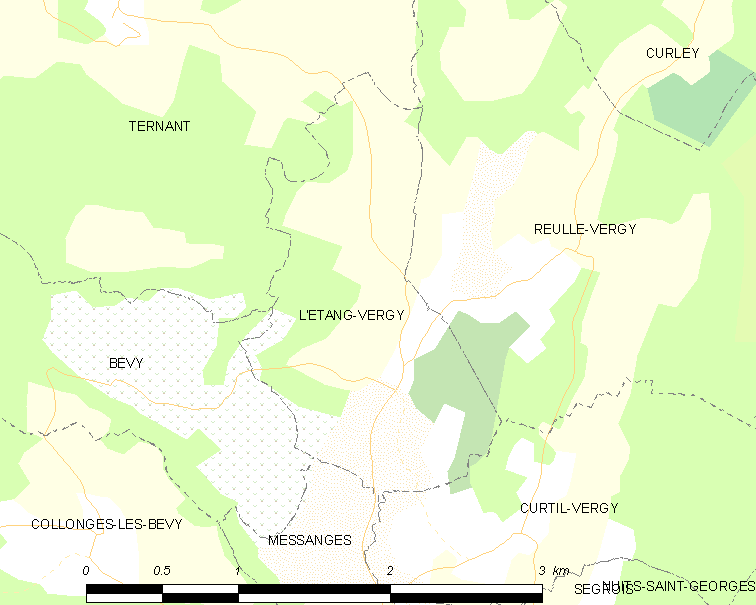
莱唐韦尔日的OSM定位图

## 行政
莱唐韦尔日的邮政编码为21220，INSEE市镇编码为21254。

## 政治
莱唐韦尔日所属的省级选区为隆维县。

## 人口

1962-2008年间莱唐韦尔日人口变化图示

莱唐韦尔日于2022年1月1日时的人口数量为203人。